# Aeros Sky Ranger
Sky Ranger — надлегкий одномоторний, двомісний багатоцільовий літак французької розробки. Літак являє собою традиційний підкосний високоплан, моноплан з триопорним шасі, з кабіною закритого типу, та є покритою тканиною трубною конструкцією.
Skyranger за ліцензією також виробляється компаніями Aero Bravo в Бразилії, SkyRanger Aircraft в США (як набір), Аерос в Україні та з 2008 року компанією «Ніколь-аеро» в Росії.
В 1998 р. його виробництво було повністю перенесено в Аерос.
Приблизно 900 цих літаків літає по цілому світі.

## Конструкція
Конструкція фюзеляжу запатентована і відрізняється відсутністю зварних труб та композитних матеріалів в основних вузлах. Обшивка крила, фюзеляжу та оперення — поліефірна тканини «дакрон» в широкій кольоровій гамі, виробництва німецької фірми Dimension Polyant, або плівочна тканина «X-lam» із захистом від ультрафіолету, виробництва французької фірми Porcher. Силова конструкція літака виконана з дюралюмінієвих труб. Всі труби проходять державну прийомку.
Крило пряме дволонжеронне складається з двох півкрил.
Обшивка крила виготовлена з поліефірної тканини Dacron з внутрішніми кишенями для встановлення лат. З 2005 року обшивка виконується також з тканини X-LAM. Верхні лати — профільовані, виготовлені з трубки Д16Т ф 12×1.0 мм, нижні лати — рівні.
Фюзеляж літака фермово-розчалочний, виготовлений з труб Д16Т. Труби з'єднані між собою за допомогою пластин і болтів. В хвостовій частині фюзеляжу закріплено хвостове оперення: кіль, стабілізатор, стерно висоти і стерно напрямку. Конструктивно вони всі складаються з силового лонжерону, на якому встановлені вузли навіски, задньої і передньої кромок (кіль) та стійок-нервюр. Обшивка натягується за допомогою шнурівки.
Передня частина фюзеляжу — фермова і утворює кабіну екіпажу. На діагональних трубах встановлена моторама для кріплення двигуна. Капоти виконані з склопластика. На нижній рамці передньої частини фюзеляжу встановлені балка з педалями системи управління, переднім колесом і рулем напрямку, а також балка кріплення крісел пілотів. Крісла розміщені в ряд. На діагональних трубах встановлена система управління літаком по тангажу і крену.
Льотно-технічні характеристики і навігаційно-пілотажне обладнання літака забезпечують виконання візуальних польотів вдень в простих метеоумовах. Конструкція шасі забезпечує експлуатацію літака на майданчиках (аеродромах) з бетонними і ґрунтовими ВПС. Колеса основних опор обладнані гідравлічними гальмами. Носова стійка керована.
Двигун літака працює на автомобільному бензині. На літаку може встановлюватися парашутна рятувальна система з примусовим відкриттям, яка рятує літак разом з екіпажем.
У Росії в 2008 році виробляється компанією «Ніколь-аеро».
Ціна готового до вильоту: 18 тисяч доларів.

## Характеристики
| Двигун                                                               | Rotax582 | Rotax912 | Rotax912S |
| -------------------------------------------------------------------- | -------- | -------- | --------- |
| Потужність к.с.                                                      | 64       | 80       | 100       |
| Максимальна злітна маса, кг                                          | 472.5    | 472.5    | 472.5     |
| Маса порожнього, кг                                                  | 235      | 250      | 255       |
| Вантажопідйомність, у тому числі паливо, кг                          | 237.5    | 220.5    | 217.5     |
| Стандартний паливний бак, л                                          | 40       | 40       | 40        |
| Площа крила, м²                                                      | 14.1     | 14.1     | 14.1      |
| Довжина розбігу, м                                                   | 100      | 90       | 70        |
| Довжина пробігу, м                                                   | 120      | 120      | 120       |
| Аеродинамічна якість (90 км/год)                                     | 10       | 10       | 10        |
| Макс. крейсерська швидкість, км/год                                  | 130      | 140      | 150       |
| Максимально допустима швидкість, км/год                              | 195      | 195      | 195       |
| Швидкість звалювання(закрилки в третьому положенні. Двигун вимкнено) | 64       | 64       | 64        |
| Швидкопідйомність (450 кг), м/с                                      | 4        | 5        | 5         |
| Витрати палива при 80% потужності, л/год                             | 14       | 12       | 12        |
| Практична стеля, м                                                   | 4500     | 5000     | 5000      |
| Експлуатаційне перевантаження, g                                     | 4g/-2g   | 4g/-2g   | 4g/-2g    |

## Перемоги
У 2007 році літак компанії Аерос Skyranger стає п'ятикратним Чемпіоном світу, і це — перший випадок в історії FAI, коли один і той же ж літак став Чемпіоном у своєму класі в п'ятий раз. Одинадцятий Чемпіонат Світу Надлегкої авіації пройшов у м. Usti nad Orlici (Чехія) з 18 по 25 серпня 2007 р. Пол Дьюхарст (Paul Dewhurst) і Френсіс Пол Велш (Francis Paul Welsh), які літали на літаку Skyranger, виграли Чемпіонат в класі RAL2 (двомісні літаки).
Ще два літака Skyranger зайняли місця в першій десятці: на дев'ятому місці — G.Yuval та T.Naaman з Ізраїля, а на десятому — J.Aynie та L.Virelaude з Франції.

## Цікаві факти
Легкий двомісний літак Best Off Sky Ranger, який виробляється київською авіабудівною фірмою Аерос, було використано під час зйомок українського фільму «ТойХтоПройшовКрізьВогонь».